# Gijon Robinson

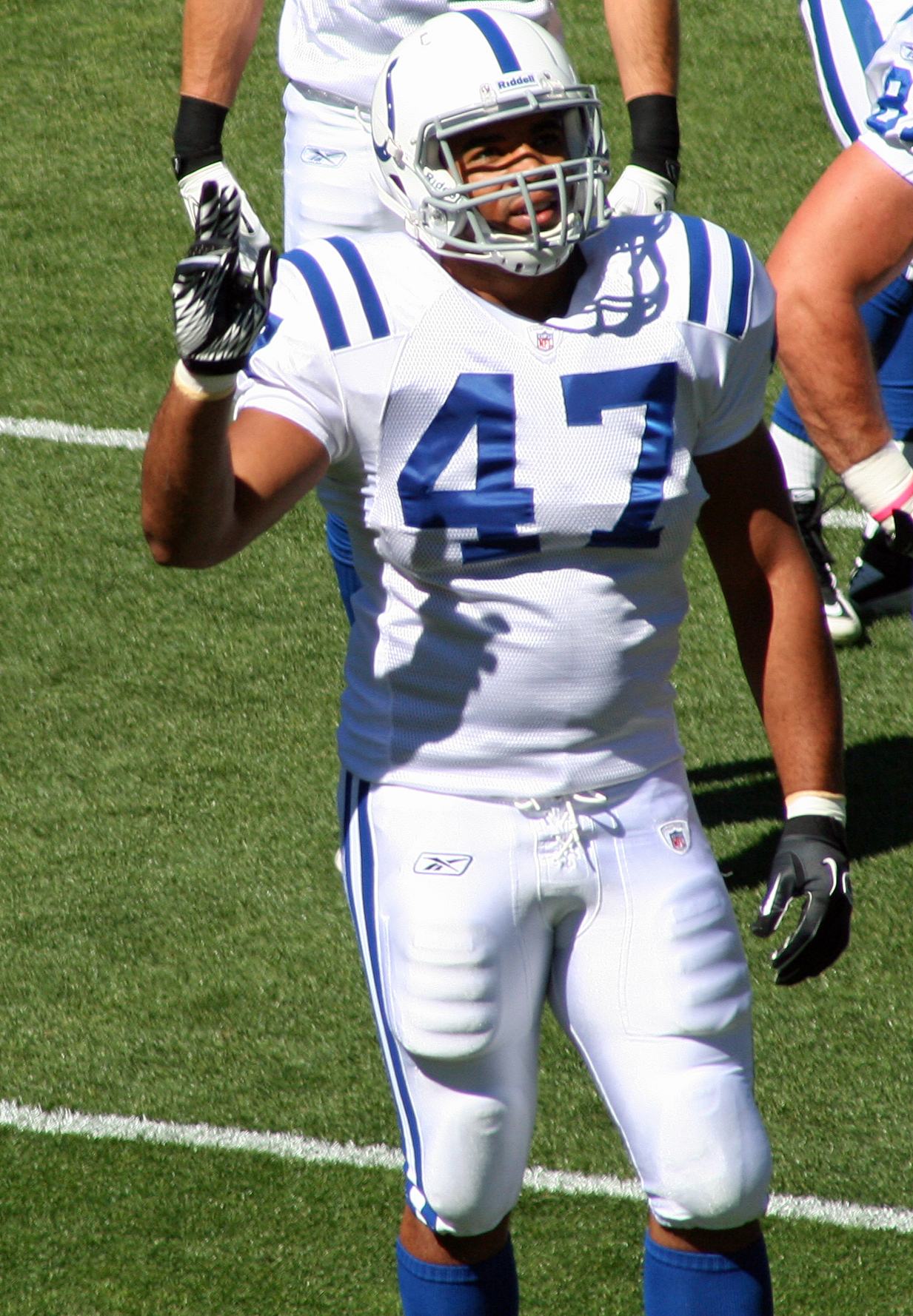
Gijon Robinson em 2010

Gijon Robinson (Denver, 12 de outubro de 1984) é um ex-jogador de futebol americano que atuava nas posições de tight end e fullback na National Football League. Ele jogou futebol americano universitário pela Missouri Western State.
Após passar em branco no Draft de 2007, Robinson foi para o Indianapolis Colts como undrafted free agent. Após quatro temporadas com os Colts, Gijon passou pelo practice squad do Detroit Lions, Jacksonville Jaguars e San Francisco 49ers, até ser dispensado pelos 49ers em 15 de agosto de 2012. Em sua carreira, ele totalizou 31 recepções para 240 jardas e um touchdown.